# Fernmeldehochhaus

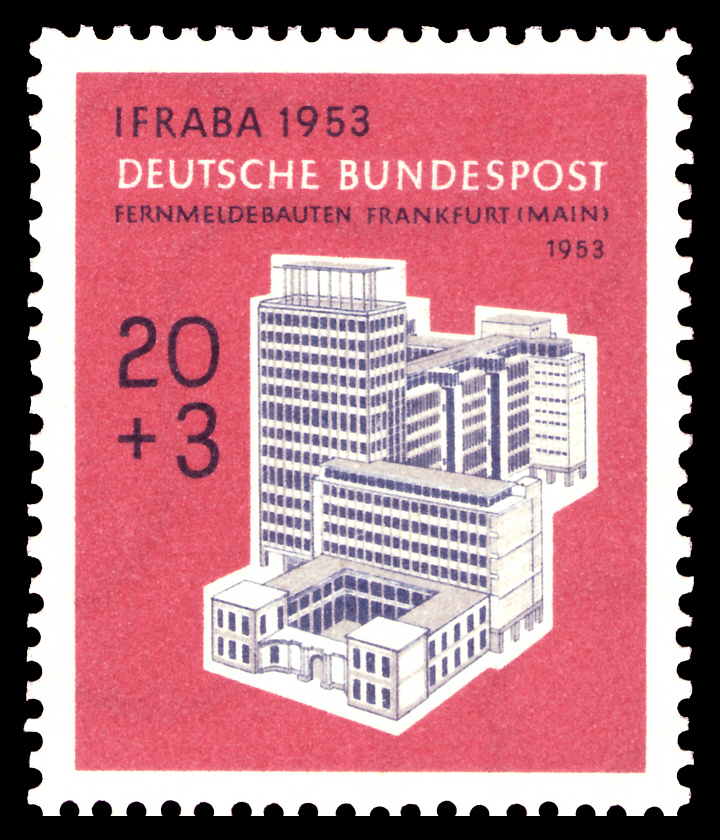
Westdeutsche Briefmarke (1953) mit den Neubauten des Fernmeldehochhauses

Das ehemalige Fernmeldehochhaus (eigentlich: Fernmeldezentrum) in Frankfurt am Main wurde von 1951 bis 1956 erbaut und war ein Ensemble aus Büro- und Betriebsgebäuden für den Fernmelde- und Postdienst der damaligen Deutschen Bundespost. Das Zentrum lag in der Stadtmitte zwischen den Geschäftsstraßen Zeil, Stiftstraße und Große Eschenheimer Straße und hatte eine Grundstücksgröße von ca. 17.000 m². Das teilweise denkmalgeschützte Bauwerk wurde 2005 abgerissen.

## Historische Entwicklung
Im Jahr 1947 begannen die Planungen für die Errichtung eines neuen Fernmeldezentrums. Die alten, unzerstört gebliebenen und unterirdisch verlegten Fernmeldekabel, sowie die verkehrsgünstige Lage, gaben den Ausschlag für die Errichtung auf dem Gelände der 1944 im Zweiten Weltkrieg zerstörten Reichspost und des teilweise zerstörten Palais Thurn und Taxis. Der Komplex war das größte Frankfurter Bauprojekt in der ersten Hälfte der 1950er Jahre.
Die Fernmeldebauten wurden vornehmlich für die Ämter des Fernmeldewesens errichtet und deckten den Raumbedarf der Fernsprech- und Übertragungstechnik der Nachkriegsjahre. Das ehemalige Fernmeldeamt 1 (Fernamt, Richtfunk, Fernsehübertragung und Auslandskopfamt), sowie das Telegrafenamt (Telex, Bildübertragung und Datenübertragung) wurden in diesen Gebäuden mit Technik und Verwaltung untergebracht. Das ehemalige Fernmeldeamt 2 (nationale Fernsprechtechnik) hatte in diesem Gebäudekomplex vornehmlich Verwaltungsbüros. In dem von der Zeil begrenzten Gebäudeteil war das Postamt 1 mit Verwaltung und öffentlichen Schalterhallen zu finden. Insgesamt war das Fernmeldezentrum für ca. 4000 Personen ausgelegt.
Der Bau der Hochhäuser – vor allem im benachbarten Bankenviertel – erschwerte die Nutzung des Gebäudes für die Einrichtung von Richtfunkstrecken, da diese auf „freie Sicht“ zur Empfangsstation angewiesen sind. Dies führte zur Entscheidung, einen neuen Fernmeldeturm (den heutigen Europaturm) zu bauen, auf den nach dessen Fertigstellung 1979 fast alle Richtfunktechnik umzog.
Im Inneren des Gebäudes führte der Wandel von der mechanischen zur elektronischen Vermittlungstechnik ab Mitte der 1970er Jahre und später die fortschreitende Digitalisierung der gesamten Nachrichtentechnik zu einer deutlichen Verminderung des Platzbedarfes der technischen Einrichtungen. Der Gebäudekomplex besaß zuletzt großen Leerstand; gleichzeitig veraltete die Gebäudetechnik immer mehr. Der Fernmeldeturm in Bockenheim und das unmittelbar daneben gelegene Internationale Netzmanagement-Center (INMC) konnten die Bedürfnisse der digitalen Technik kostengünstiger erfüllen. Die Lage des Grundstücks in exponierter Innenstadtlage bedeutete einen wirtschaftlichen Wert, der den betrieblichen Nutzen weit überstieg, sodass die Entscheidung für den Verkauf fiel. Die neuen Eigentümer ließen das Gebäude abreißen; eine Neubebauung fand als Teil des Palaisquartiers statt.

## Architektur und Ausstattung
Der Gebäudekomplex war ein herausragendes Beispiel für die industrielle Nachkriegsarchitektur der 1950er Jahre in Deutschland. Dem Architekten, Oberpostbaurat Heinrich Ebert, gelang es, die Belange der technischen Einrichtungen mit den Bedürfnissen des Personals zu vereinbaren und dennoch den vorhandenen Raum wirtschaftlich gut zu nutzen. Der Gebäudekomplex wurde in Stahlgerüstbauweise errichtet, welches eine flexible und kostengünstige Raumnutzung ermöglichte. Großzügige Treppenhäuser, eine Kantine mit Blick über die Frankfurter Skyline, Ruheräume für das Schichtpersonal und ein begehbarer Dachgarten gehörten zur Ausstattung der Gebäude. Die vorherrschende Innenfarbe war lichtes Grau, welches zum einen die Farbe des Fernmeldedienstes war, zum anderen zusammen mit der damaligen Innenausstattung den Zeitgeist für eine eher nüchterne Behördenausstattung repräsentierte.

## Gebäudegliederung
Der Komplex gliederte sich in den Hauptbau (Gebäudenummer N22, 8 Stockwerke, 40 m Gesimshöhe), den Verwaltungsbau (N13, 33 m Gesimshöhe), den Erweiterungsbauten N23 und N37, dem Ostturm, sowie dem markanten Westturm (N21, 69 m Gesimshöhe) mit seinen weithin sichtbaren Antennen für den Richtfunkbetrieb. Der Innenhof war befahrbar und mit einer Tiefgarage unterkellert. Zur Großen Eschenheimer Straße hin befand sich das 2006 ebenfalls abgerissene Rundschau-Haus, in dem der Sitz der Redaktion der Frankfurter Rundschau untergebracht war. Dem Komplex war auch ein Nachbau des Eingangsbereiches des für das Fernmeldehochhaus abgerissenen Palais Thurn und Taxis angegliedert, welcher interimsweise durch das Postamt 1 als Ausweichschalterhalle für den Publikumsverkehr genutzt wurde.

## Abbildungen

### Außenansichten

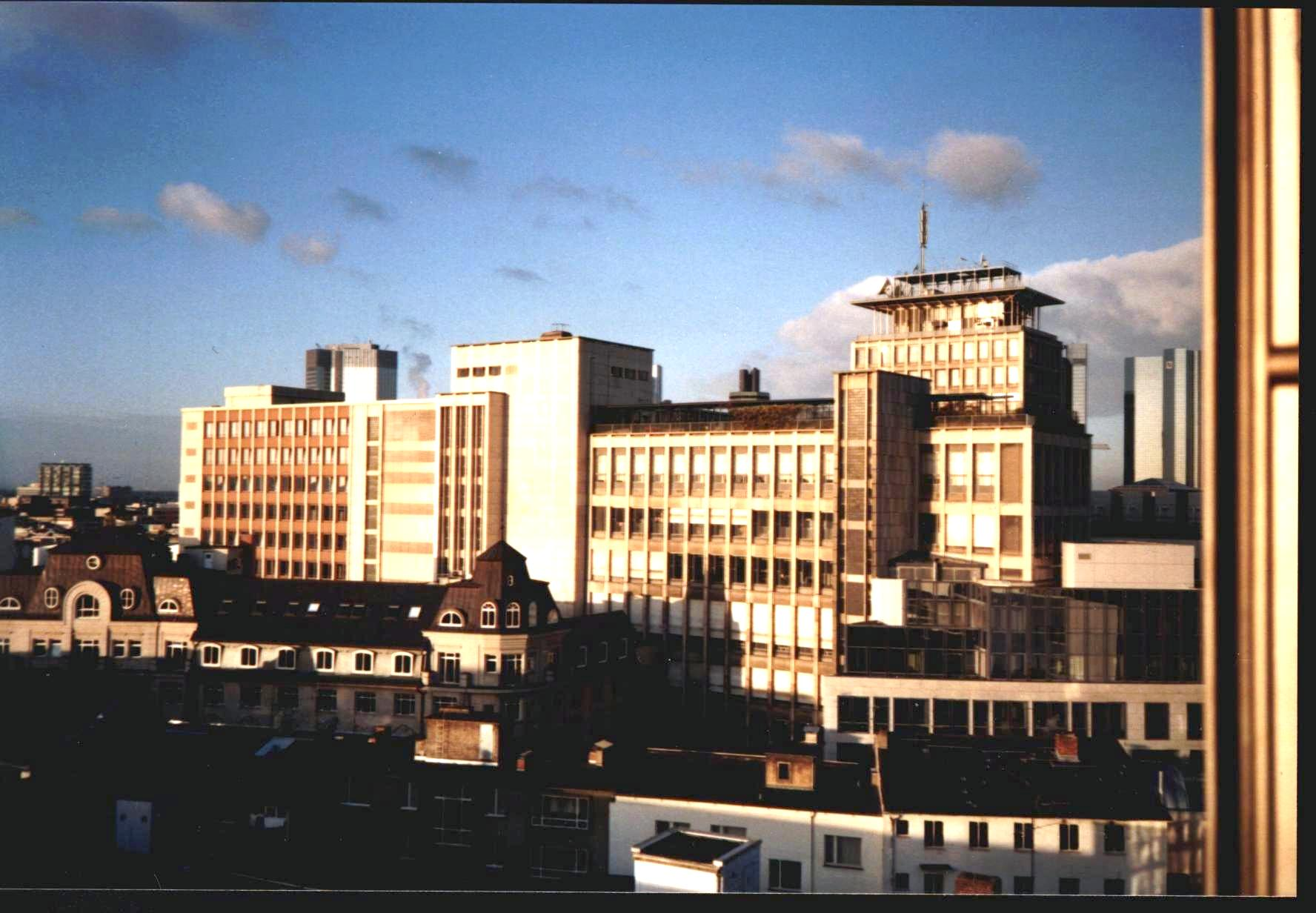
Das Fernmeldehochhaus. Aufnahme von 1995.
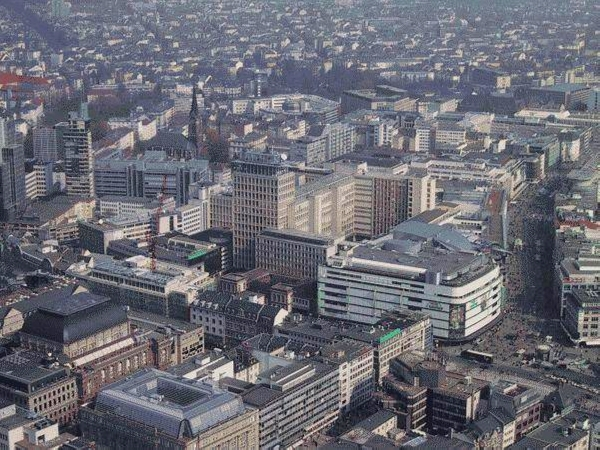
Der Fernmeldehochhaus-Komplex 2003.
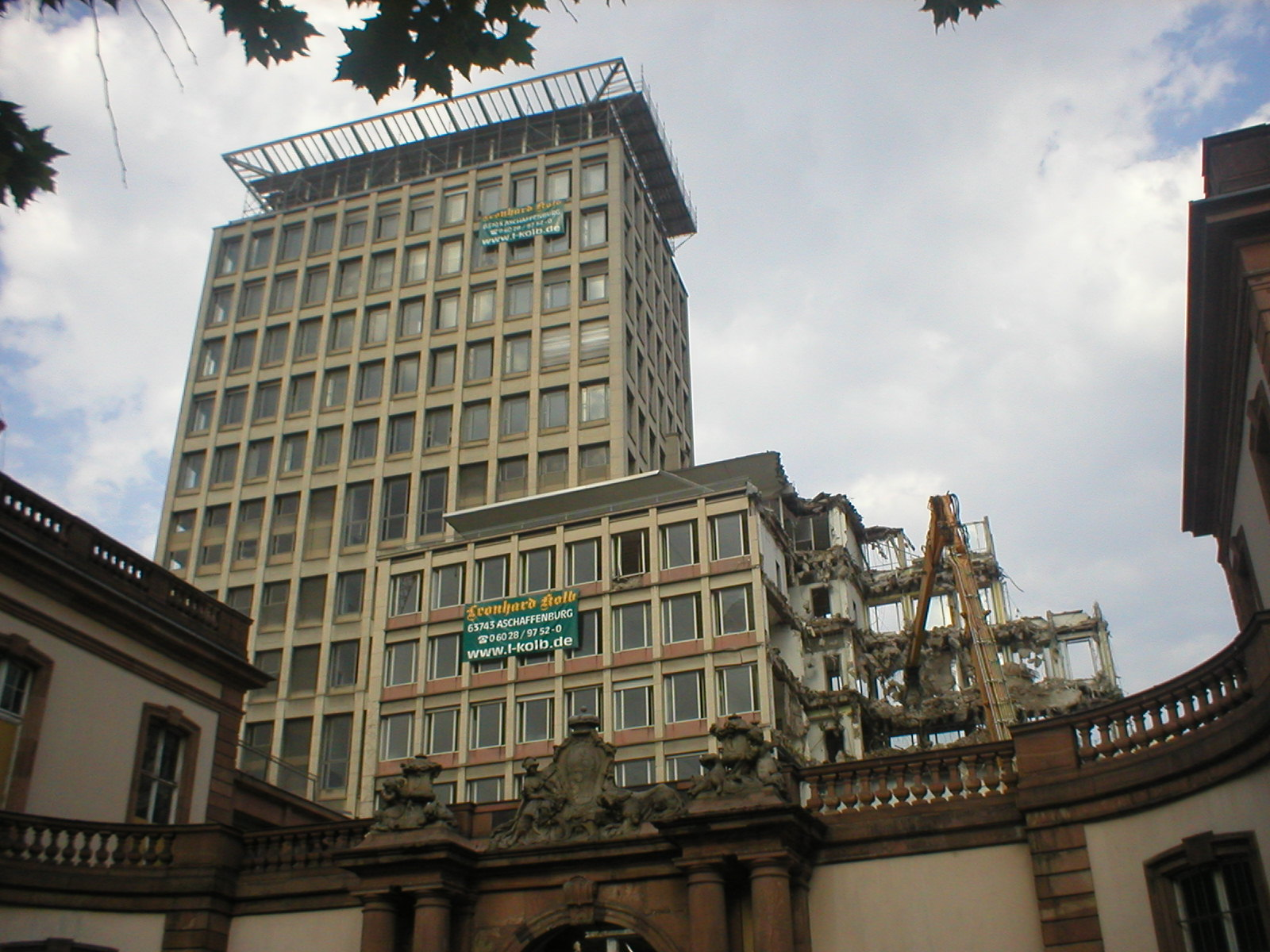
Das Hochhaus während des Abbruchs 2005.

### Innenansichten

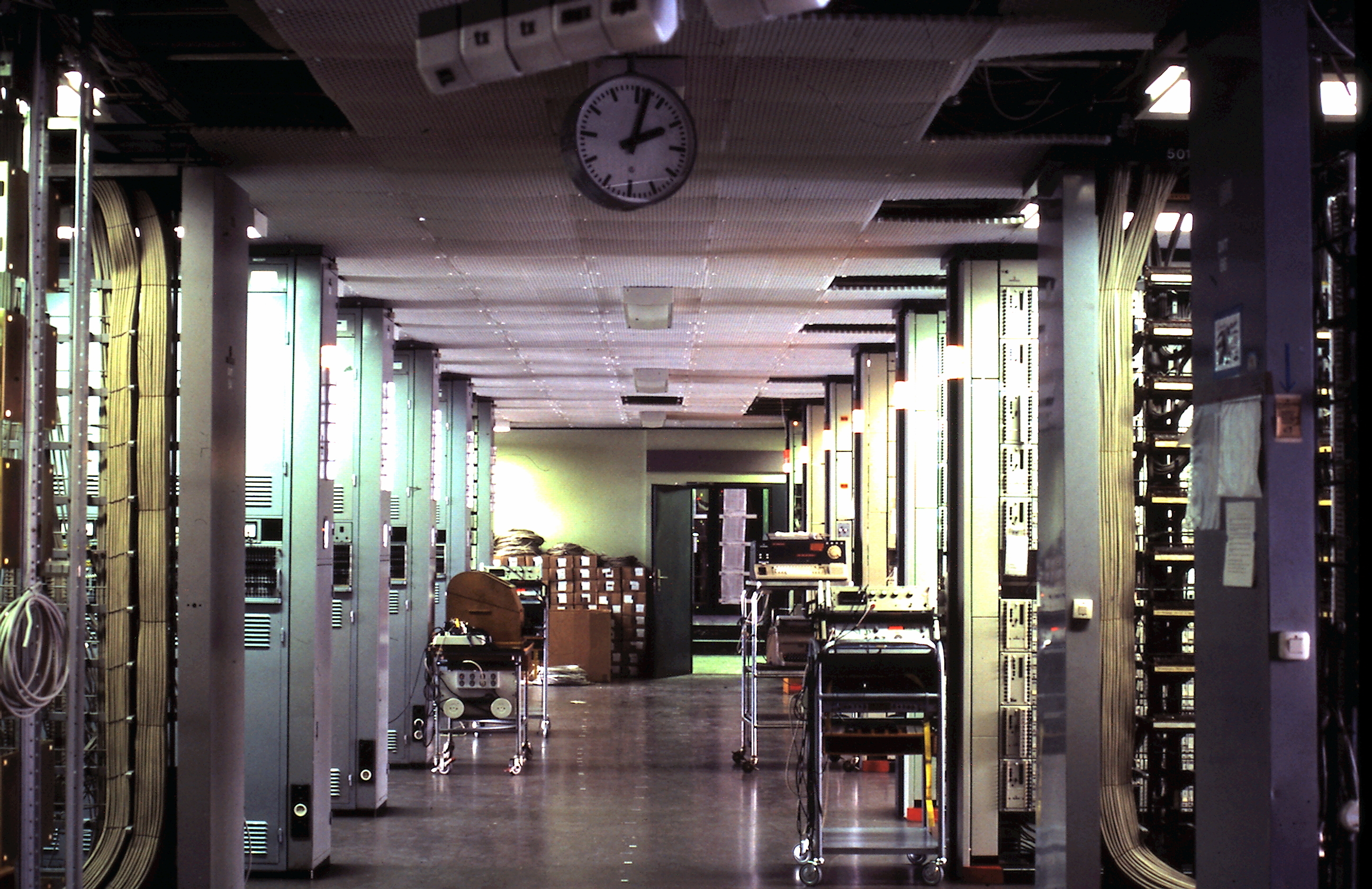
Fernmeldehochhaus Gebäude N37, 6. Stock Datenumsetzerstelle 0 Frankfurt
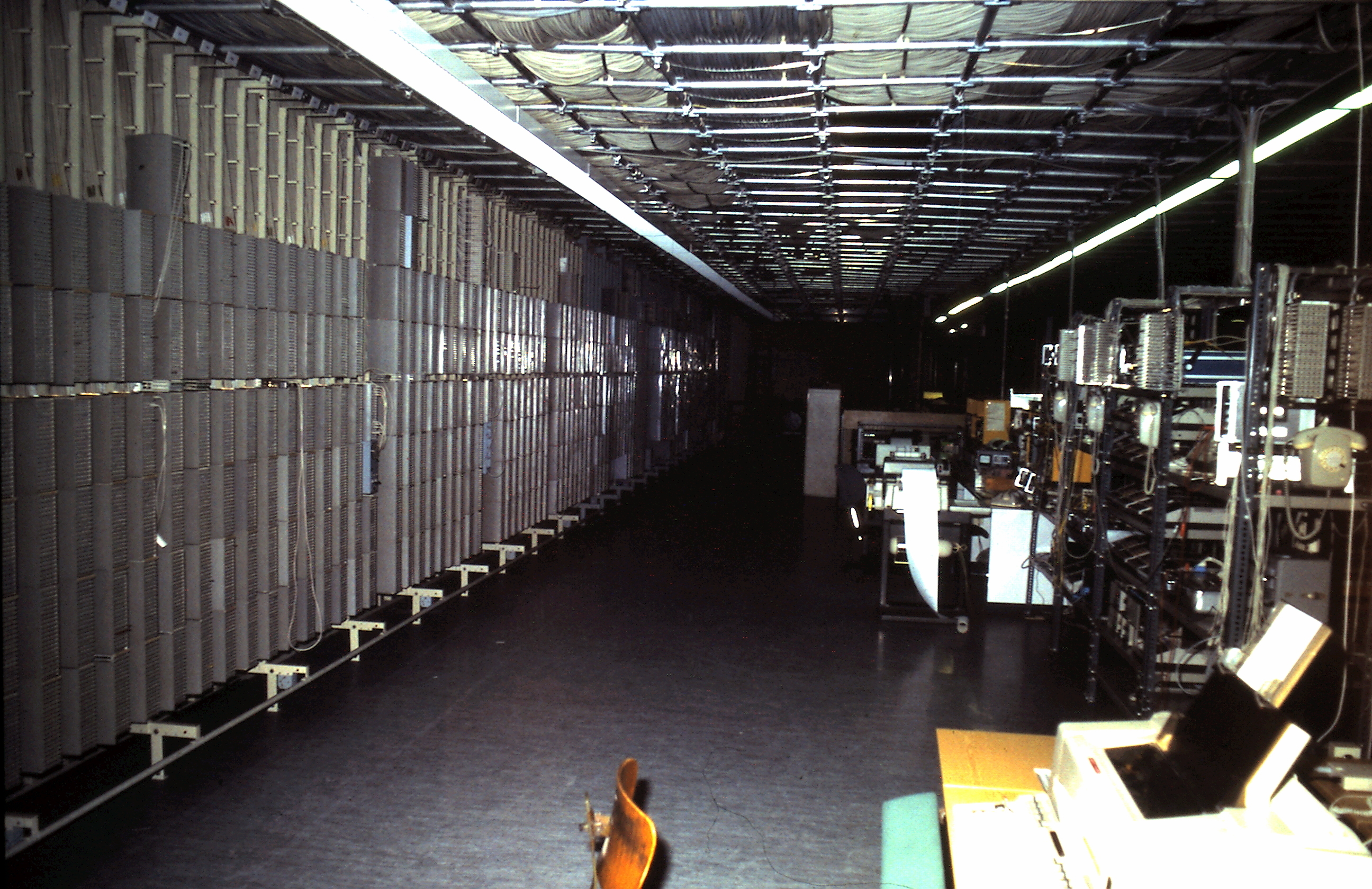
Fernmeldehochhaus N37, 5. Stock, Hauptverteiler der Datenumsetzerstelle Dust 0 Ffm

## Retrospektive
Das Museum für Kommunikation Frankfurt zeigt vom 14. November 2024 bis 9. März 2025 eine hauptsächlich aus Fotos und einigen Exponaten bestehenden Ausstellung: Das Fernmeldehochhaus Frankfurt 1951-2004. Ein kurzer Abriss.